# Königsberger Allgemeine Zeitung
Die Königsberger Allgemeine Zeitung war eine Tageszeitung in Königsberg (Preußen). Ihr Einfluss reichte weit über Ostpreußens Provinzialhauptstadt hinaus.

## Geschichte
Alfred Hausbrand, der Inhaber der Kochschen Buchhandlung, gründete 1875 das „Kommunalblatt für Königsberg und die Provinz Preußen“. Alexander Wyneken trat 1876 in die Redaktion ein und wurde bald Chefredakteur und geschäftlicher Leiter der Zeitung. Nach Hausbrands Tod kaufte das Bankhaus Brüder Simon das  Blatt, das 1882 in „Königsberger Allgemeine Zeitung“ umbenannt wurde. 1887 siedelte die Königsberger Allgemeine Zeitung und Verlagsdruckerei GmbH von der Fleischbänkenstraße in Kneiphof in die Münzerstraße um. 1906 bezog sie einen Neubau in der Theaterstraße, der sich auf dem Gelände des Hotels Deutsches Haus befand. 1927 musste die Zeitung ihren Betrieb erweitern und das Nachbarhaus hinzunehmen. 1930 übernahm Robert Volz die Leitung der KAZ. Die Zeitung stand der Deutschen Volkspartei nahe. Ihrer liberalen Grundeinstellung blieb sie bis zum Ende treu. Die Zeitung stellte spätestens 1945 ihr Erscheinen ein, Ausgaben sind bis Ende 1944 in Bibliotheken nachgewiesen.

„Im allgemeinen war die politische Grundrichtung des [Königsberger] Studenten national und wohl mehr liberal als konservativ. Viel gelesen wurde die von Wyneken in diesem Sinne maßvoll und weitherzig geleitete „Königsberger Allgemeine Zeitung“. Gerade dadurch war sie für die politische Willensbildung der Bevölkerung bedeutsam; denn sie wurde „vom Geheimrat bis zur Frau auf dem Äpfelkahn“ gelesen, worauf Wyneken gelegentlich seine Parteifreunde hinwies, die eine schärfere Tonart wünschten. Kaum eine andere deutsche Zeitung dürfte jemals in solchem Ausmaße den Weg durch alle Volksschichten gefunden haben.“

## Mitarbeiter
Chefredakteure waren Alexander Wyneken, Martin Müller-Haeseler, Leo Holstein und Ulrich Baltzer. Paul Anton (1857–1928) kam 1897 von der Ostpreußischen Zeitung zur KAZ. Er wurde stellvertretender Geschäftsführer und Direktor und ging 1926 in den Ruhestand. Hugo Daffner war 1907 Redakteur für Musik und 1920–1922 Schriftleiter für das Feuilleton und die Musikredaktion. Anfang der 1920er Jahre war Walther Grosse Redakteur. Von 1922 bis 1939 war Otto Besch der angesehene Musikkritiker der Zeitung. Von 1897 bis 1922 schrieb Alfred Kerr wöchentlich einen Berliner Plauderbrief für die Zeitung.

## Deutsch-russische Neuauflage
Seit 2009 erscheint die erste deutsch-russische Zeitung in Kaliningrad in der Aufmachung der Königsberger Allgemeinen Zeitung.